# Капич, Рифет
Ри́фет Ка́пич (босн. Rifet Kapić; род. 3 июля 1995, Цазин, ФБиГ) — боснийский футболист, полузащитник гданьской «Лехии».

## Биография

### Ранняя карьера
Капич начал заниматься футболом в клубе «Краина» (Цазин) из родного города. Впоследствии учился в академии столичного «Сараево», после чего играл за молодёжную хорватскую команду «Истра 1961».
На взрослом уровне дебютировал выступая за чешский клуб второго дивизиона «Варнсдорф» в 2015 году, проведя два матча в чемпионате.
Через шесть месяцев без клуба босниец в феврале 2016 года перешел в клуб первого дивизиона Словении «Горица», подписав трехлетний контракт. 29 апреля он забил свой первый гол на профессиональном уровне в ворота «Заврча». Всего за клуб провел 71 матч во всех турнирах, забил 18 голов и ведал три результативных передачи.

### «Гроссхоппер»
12 января 2018 года Капич перешел в швейцарский клуб «Грассхоппер» из Цюриха, заключив четырёхлетнее соглашение. Дебютировал в новой команде 4 февраля в матче со «Сьоном» (3:1).
В июне 2018 года его отправили на сезон в аренду в молдавский «Шериф», выиграв с командой чемпионство, после чего в феврале 2019 года был отдан в аренду в боснийское «Сараево» до конца сезона 2018/19. Капич выиграл со столичным клубом чемпионат и кубок Боснии и Герцеговины.

### «Падерборн 07»
1 июня 2019 года Капич подписал трехлетний контракт с клубом немецкой Бундеслиги «Падерборн 07», но выступал исключительно за резервную команду.
В результате в августе 2020 года он вторично присоединился к тираспольскому «Шерифу» на правах аренды с правом дальнейшего выкупа контракта. Капич провел там 28 игр во всех турнирах, забил один гол и снова выиграл чемпионат Молдовы, после чего покинул клуб.
Вскоре после этого в июне 2021 года Капич расторг контракт с «Падерборном».

### Возвращение в «Сараево»
2 сентября 2021 года Капич вернулся в «Сараево», подписав двухлетний контракт. После возвращения дебютировал за «Сараево» 10 сентября в игре против «Вележа». 17 октября 2021 года Капич забил единственный гол за клуб в чемпионате в победном матче против «Посушье» (1:0). 19 августа 2022 года «бордовые» на собственном поле принимали «Слободу» из Тузлы. Рифет в том поединке оказался на скамье запасных, но на 61-й минуте вышел на замену, а в компенсированное время получил возможность принести «Сараево» победу. Капичу было доверено исполнить пенальти, но переиграть голкипера команды-соперницы хавбек не сумел и матч завершился ничьей 1:1, которую крайне негативно восприняли болельщики. Сразу после финального свистка они начали скандировать оскорбления в адрес Капича, а также требования немедленно покинуть клуб. Несмотря на то, что товарищи по команде и некоторые другие известные боснийские спортсмены через социальные сети выразили публичную поддержку Рифету, фанаты «Сараево» продолжили травлю хавбека, выливая в интернет множество негатива, в том числе и откровенно оскорбительные картинки с изображением футболиста. В результате 22 августа 2022 года Капич и «Сараево» договорились о немедленном прекращении срока действия контракта, рассчитанного до 31 мая 2023 года.

### «Кривбасс»
В начале октября 2022 перешел в «Кривбасс», подписав годовой контракт. В команду его пригласил главный тренер криворожцев Юрий Вернидуб, с которым вместе работал в «Шерифе». В первой части сезона 2022/23 сыграл в 10 матчах чемпионата и забил 1 гол, победный в ворота «Ворсклы» (1:0); также отдал 1 ассист, после чего в феврале 2023 года продлил контракт с клубом до 2024 года.

## Достижения
«Шериф»
- Чемпион Молдавии (2): 2018, 2020/21

«Сараево»
- Чемпион Боснии и Герцеговины: 2018/19
- Обладатель Кубка Боснии и Герцеговины: 2018/19